# Satelliettelefoon
Een satelliettelefoon is een telefoon die een directe tweerichtings-radioverbinding maakt met een communicatiesatelliet.
Met een dergelijke telefoon kan men overal ter wereld een telefoonverbinding maken, zowel voor spraak als voor gegevens, ook in gebieden waar geen aardgebonden mobiele telefonie beschikbaar is. De satelliet stuurt de signalen door naar een ontvangststation op de grond, die een verbinding heeft met het openbare telefoonnetwerk.

## Geschiedenis

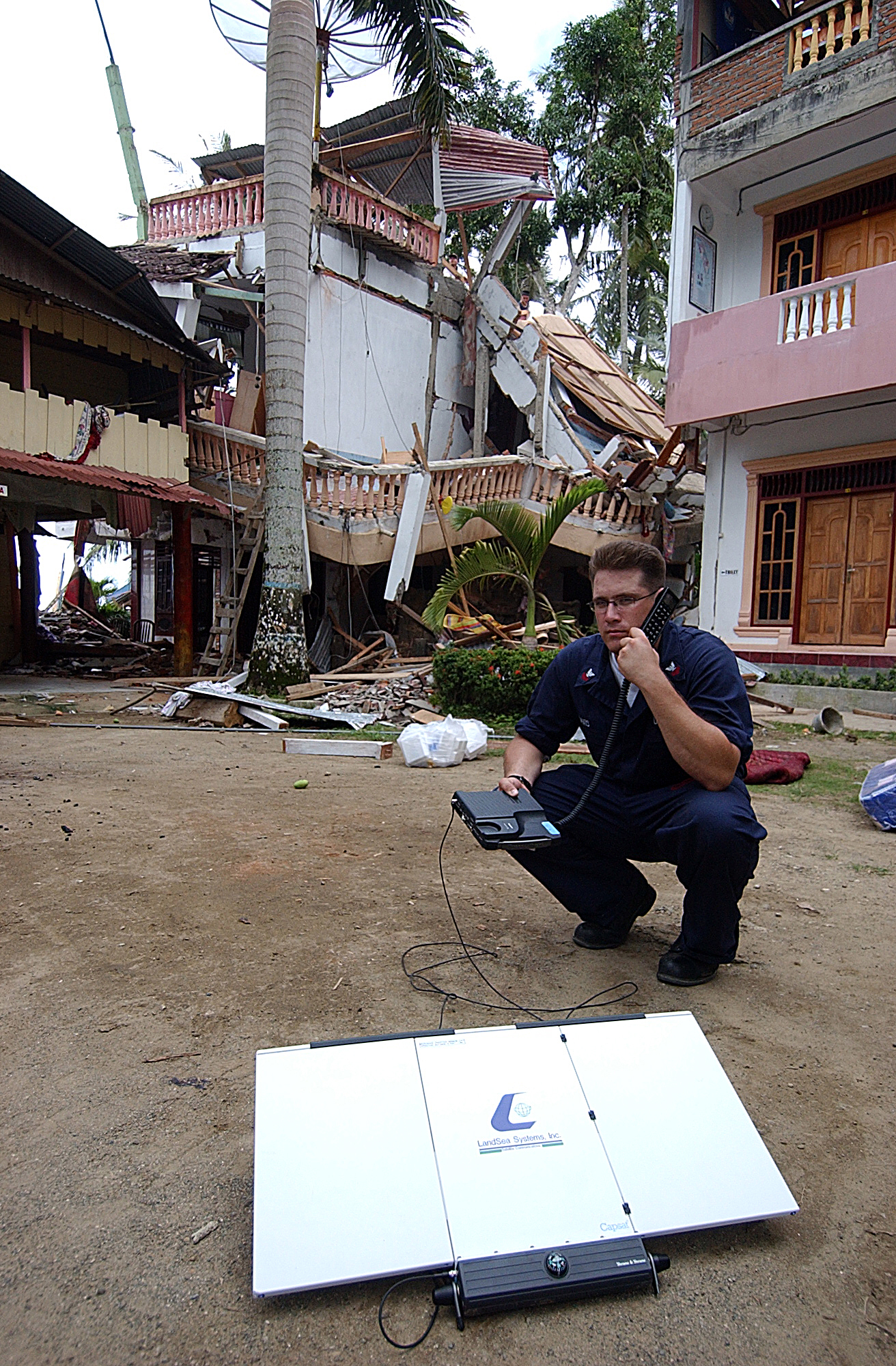
Satelliettelefoon (Inmarsat).

Al vanaf het eind van de jaren 1970 worden satellieten gebruikt voor lange-afstandscommunicatie. De zend- en ontvangstinstallaties daarvoor waren echter groot en moeilijk verplaatsbaar.
Als eerste verzorgde de International Maritime Satellite Organization (Inmarsat) vanaf 1982 een systeem voor mobiele eindapparatuur, dat vooral ingezet werd in de zeevaart. Vanaf 1989 waren er ook apparaten voor mobiel gebruik op het land.
In de late jaren 1980 maakte Canada als eerste land gebruik van de mogelijkheid om via satelliettelefonie grote, dunbevolkte gebieden te verzorgen met telecommunicatie zonder dure aardgebonden infrastructuur. Tegelijkertijd werd in de Verenigde Staten begonnen aan een vergelijkbaar systeem. Bij deze systemen werden geostationaire satellieten gebruikt.
Vanaf 1985 ontwikkelde Motorola het communicatiesysteem Iridium, met satellieten die om de Aarde draaien via de beide polen.
Met netwerken van satellieten op lagere omloopbanen (Low Earth Orbit en Medium Earth Orbit) kon de afstand van het eindapparaat naar de satelliet beduidend worden verkleind, en daarmee ook het benodigde zendvermogen. De telefoons van deze generatie waren de eerste die zich qua gewicht en omvang konden meten met de inmiddels gemeengoed geworden mobiele telefoons. Ze kon deze echter niet van de markt drukken, enerzijds vanwege de veel duurdere apparatuur en hogere gesprekskosten, anderzijds omdat er geheel andere randvoorwaarden gelden zoals vrij zicht op de open hemel. Inmiddels kunnen satellietsystemen met nog hoger vermogen, zoals Thuraya, in een geosynchrone baan, de grootte van de telefoons nog verder reduceren.

## Systemen
| Systeem    | Dekking                                                | Spraak | SMS | Gegevens                | Soort satelliet | Klanten |
| ---------- | ------------------------------------------------------ | ------ | --- | ----------------------- | --------------- | ------- |
| Iridium    | wereldwijd                                             | ja     | ja  | 2,4 kbit/s              | LEO             | 280.000 |
| Thuraya    | Europa, Noord-Afrika, Midden-Oosten, Azië en Australië | ja     | ja  | 9,6 kbit/s - 400 kbit/s | geosynchroon    | 250.000 |
| Globalstar | wereldwijd, behalve de polen en oceanen                | ja     | ja  | 9,6 kbit/s              | LEO             |         |
| Inmarsat   | wereldwijd, behalve de polen                           | ja     | ja  | 2,4 kbit/s - 420 kbit/s | geostationair   |         |
| ACeS       | Azië                                                   | ja     | nee | 9,6 kbit/s              | geostationair   | 15.000  |